# Ghirlanda sacra

Ghirlanda sacra scielta da diversi eccellentissimi compositori de varii motetti à voce sola (Venise, 1625) est une compilation de 44 motets à une seule voix composés en stile nuovo et assemblés par Leonardo Simonetti.

## Historique
Simonetti était choriste à la Cappella Marciana, et a placé son maître Claudio Monteverdi à la tête de la collection avec quatre morceaux ; la suite comprend essentiellement d'autres compositeurs de la région de Venise. Une deuxième édition est parue en 1636.

## Compositeurs
Les compositions dans la publication de 1625, sont dans l'ordre :
- Claudio Monteverdi Maestro di Cappella della Serenissima Signoria di Venezia (4 pièces),
- Giovanni Priuli Maestro di Capella di S. M. C. (2 pièces),
- Giovanni Rovetta,
- Alessandro Grandi (4 pièces),
- Giovanni Pietro Berti organiste à Saint Marc à Venise,
- Giovanni Paolo Capriolo  Abbate in Candiana (2 pièces),
- Giacomo Finetti Maestro di Cappella nella gran Casa di Venezia,
- Dario Castello (2),
- Francesco Usper (2),
- Guido Rovetto Arciprete di S. Angelo,
- Giovanni Picchi,
- Gasparo Locatello Canonico di S. Marco,
- Amadio Freddi Maestro di Cappella del Duomo di Treviso (2),
- Giovanni Pozzo,
- Bartolomeo Barbarino detto il Pesarino (2 pièces),
- Domenico Obizzi,
- Giacomo Finetti,
- Giovanni Massiccio,
- Giacomo Arigoni (3 pièces),
- Carlo Milanuzzi (it) organiste à Saint Étienne, Venise,
- G.M. Sabino Napolitano (4 pièces),
- Giulio Cesare Martinengo,
- Pietro Francesco Caletto Bruni Organista di S. Gio. e Paolo di Venezia,
- Giovanni Maria Scorzuto Maestro di Capella ed Organista della M. Comunità di Asola Trevigiana (2 pièces),
- Leandro Gallerano,
- Giacinto Bondioli Prior di S. Domenico in Venezia,
- Padre Andrea Stella (2 pièces)[1].

## Enregistrements
- Ghirlanda Sacra: Il Mottetto a voce sola a Venezia Arte Musica dirigé par Francesco Cera 2006 Tactus
- Ghirlanda Sacra: enregistrement complet 3CD ensemble Primi Toni dirigé par Nicola Lamon, 2013 Tactus